# Ressons-sur-Matz
Pour les articles homonymes, voir Ressons (homonymie) et Matz (homonymie).
Ressons-sur-Matz [ʁəsɔ̃ syʁ ma] est une commune française située dans le nord-est du  département de l'Oise, en région Hauts-de-France.

## Géographie

### Localisation

Localisation de la commune de Ressons-sur-Matz dans le département de l'Oise.

La commune de Ressons-sur-Matz est située dans le nord-est du département de l'Oise, à 95 km de Paris, par l'autoroute A1. La ville la plus proche est  Compiègne, sous-préfecture du département, situé à 18 km.
L'autoroute A1 traverse tout l'est du territoire communal, du nord au sud, avec un échangeur (no 11) à la limite sud de la commune et où se situe une importante aire de services dont des parkings poids lourds sous surveillance vidéo. La commune est également desservie par l'ex-route nationale 35 (actuelle RD 935) et est aisément accessible depuis l'ex-route nationale 17 (actuelle RD 1017).
| Cuvilly            | La Neuville-sur-Ressons |                 |
| Lataule            | Ressons-sur-Matz        | Margny-sur-Matz |
| Gournay-sur-Aronde | Antheuil-Portes         | Marquéglise     |

### Hydrographie

#### Réseau hydrographique
La commune est située dans le bassin Seine-Normandie. Elle est drainée par le Matz,.
Le Matz, d'une longueur de 25 km, prend sa source dans la commune de Canny-sur-Matz et se jette  dans l'Oise à Montmacq, après avoir traversé 17 communes.

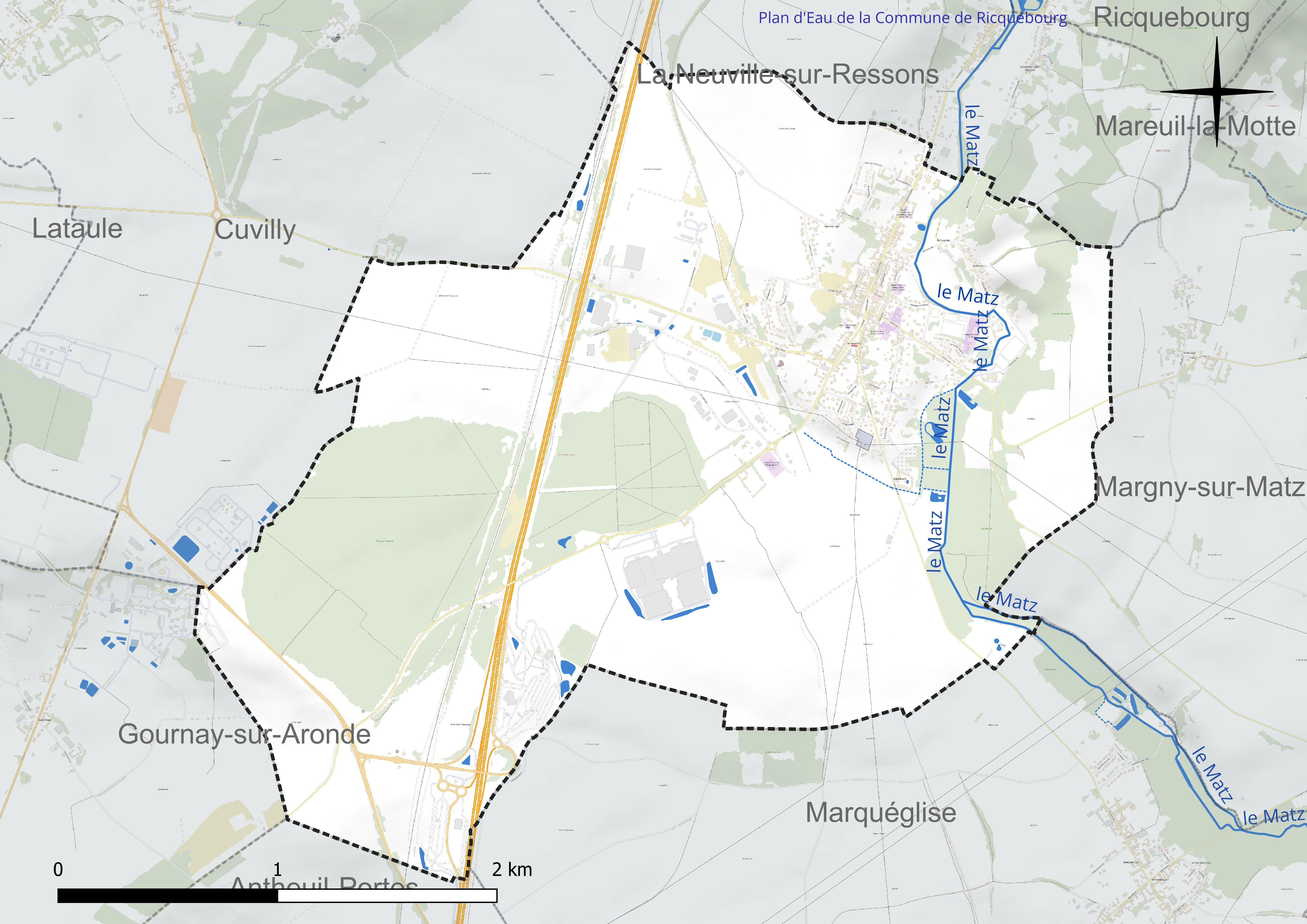
Réseau hydrographique de Ressons-sur-Matz.

#### Gestion et qualité des eaux
Le territoire communal est couvert par le schéma d'aménagement et de gestion des eaux (SAGE) « Sensée ». Ce document de planification concerne un territoire de 1 013 km2 de superficie, délimité par le bassin versant de l'Oise moyenne. Le périmètre a été arrêté le 24 avril 2017 et le SAGE est, en 2024, encore en élaboration. La structure porteuse de l'élaboration et de la mise en œuvre est le syndicat mixte du SAGE Oise-Moyenne (SMOM).
La qualité des cours d'eau peut être consultée sur un site dédié géré par les agences de l'eau et l'Agence française pour la biodiversité.

### Climat
Pour des articles plus généraux, voir Climat des Hauts-de-France et Climat de l'Oise.
En 2010, le climat de la commune est de type climat océanique dégradé des plaines du Centre et du Nord, selon une étude du CNRS s'appuyant sur une série de données couvrant la période 1971-2000. En 2020, Météo-France publie une typologie des climats de la France métropolitaine dans laquelle la commune est exposée à un climat océanique et est dans la région climatique  Nord-est du bassin Parisien, caractérisée par un ensoleillement médiocre, une pluviométrie moyenne régulièrement répartie au cours de l'année et un hiver froid (3 °C).
Pour la période 1971-2000, la température annuelle moyenne est de 10,7 °C, avec une amplitude thermique annuelle de 15,1 °C. Le cumul annuel moyen de précipitations est de 685 mm, avec 11,1 jours de précipitations en janvier et 8,4 jours en juillet. Pour la période 1991-2020, la température moyenne annuelle observée sur la station météorologique la plus proche, située sur la commune de Margny-lès-Compiègne à 14 km à vol d'oiseau, est de 11,2 °C et le cumul annuel moyen de précipitations est de 633,5 mm,. Pour l'avenir, les paramètres climatiques de la commune estimés pour 2050 selon différents scénarios d'émission de gaz à effet de serre sont consultables sur un site dédié publié par Météo-France en novembre 2022.

## Urbanisme

### Typologie
Au 1er janvier 2024, Ressons-sur-Matz est catégorisée bourg rural, selon la nouvelle grille communale de densité à sept niveaux définie par l'Insee en 2022.
Elle appartient à l'unité urbaine de Ressons-sur-Matz, une agglomération intra-départementale regroupant trois  communes, dont elle est ville-centre,,. Par ailleurs la commune fait partie de l'aire d'attraction de Compiègne, dont elle est une commune de la couronne,. Cette aire, qui regroupe 101 communes, est catégorisée dans les aires de 50 000 à moins de 200 000 habitants,.

### Occupation des sols
L'occupation des sols de la commune, telle qu'elle ressort de la base de données européenne d'occupation biophysique des sols Corine Land Cover (CLC), est marquée par l'importance des territoires agricoles (47,6 % en 2018), en diminution par rapport à 1990 (62,7 %). La répartition détaillée en 2018 est la suivante : 
terres arables (41,9 %), zones industrielles ou commerciales et réseaux de communication (23,1 %), forêts (17,5 %), zones urbanisées (11,9 %), zones agricoles hétérogènes (3,9 %), prairies (1,7 %). L'évolution de l'occupation des sols de la commune et de ses infrastructures peut être observée sur les différentes représentations cartographiques du territoire : la carte de Cassini (XVIIIe siècle), la carte d'état-major (1820-1866) et les cartes ou photos aériennes de l'IGN pour la période actuelle (1950 à aujourd'hui).

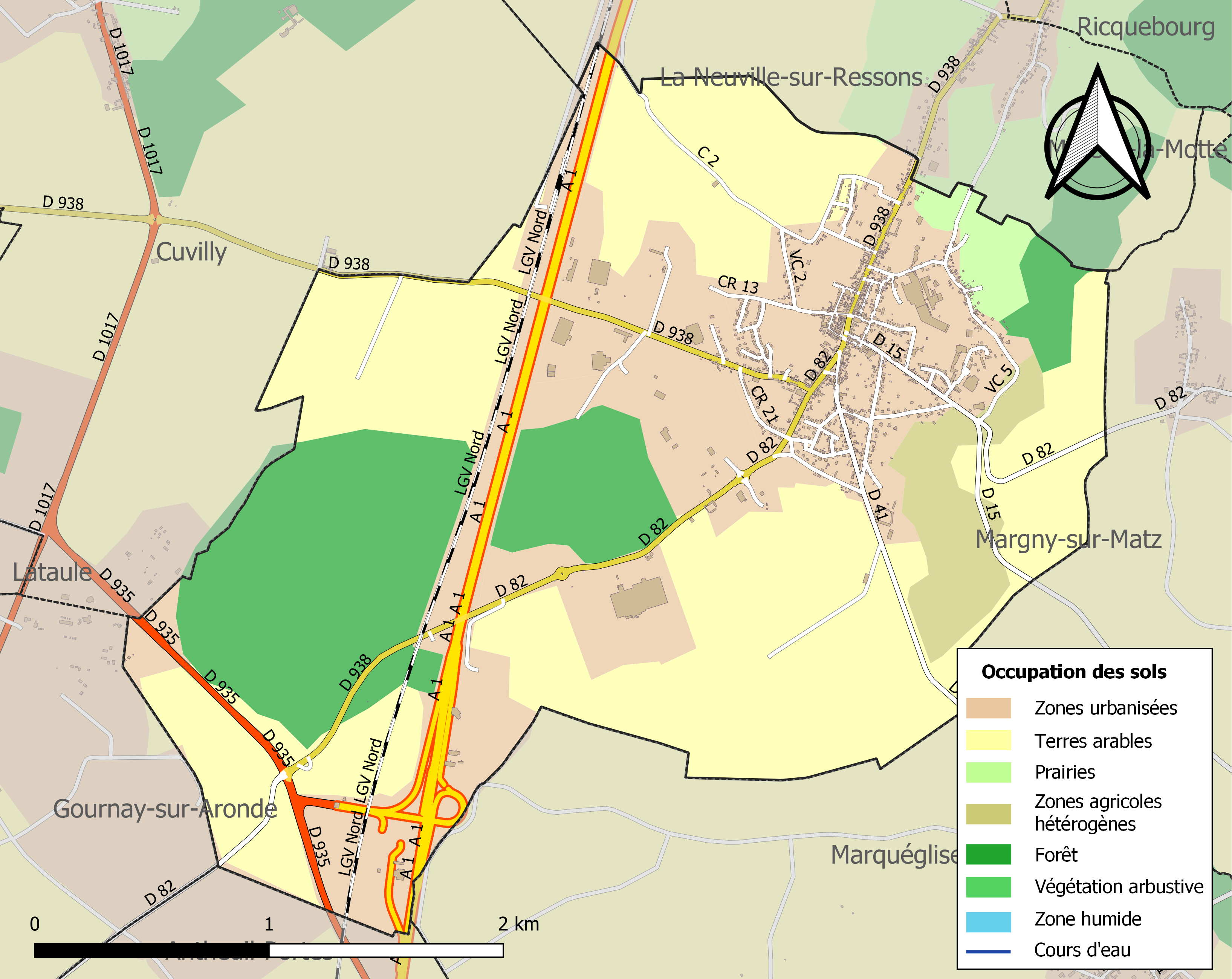
Carte des infrastructures et de l'occupation des sols de la commune en 2018 (CLC).

### Voies de communication et transports
La commune est desservie, en 2023, par les lignes 654, 655, 675, 6301, 6303, 6312 et 6334 du réseau interurbain de l'Oise.

## Toponymie
Le nom de la localité est attesté sous les formes « in pago Belvacensi locum cui vocabulum est Ressonto juxta Aronnam fluvium » (587) ; locum cui vocabulum est Rosonto (vers 679) ; Ressontum in pago Belvacensi (VIIe) ; Rossontus juxta Aronnam fluvium (VIIe) ; Ressonthum (VIIIe) ; Resontium (858) ; Rossontum super Aronam fluvium (Xe) ; actum publice Resoni (1146) ; Resons (1165) ; Ebrardi de Ressons (1175) ; Rissuns (vers 1185) ; ad mensuram de resons (1190) ; Reisons (1191) ; Ressons (1210) ; Ressons super le Mas (1231) ; Ressonium supra Massum (1240) ; apud Ressons le Maz (1241) ; Rossontum (1255) ; Resonum (1260) ; villam de Reson (1261) ; Resson (1264) ; men travers de Ressons (1264) ; Rexonium (vers 1275) ; de venda bosci de Ressons sus le mas (1285) ; Ressons sor le Marc (XIIIe) ; Resons (1288) ; Rexonum supra Aronnam debet gistum regis (XIIIe) ; capella de veteri Ressonnio (vers 1320) ; de Ressonnio supra Massum (vers 1320) ; de Ressons super Massum (1349) ; Raissons (vers 1455) ; Ressons sur le mas (1499) ; le vielz Ressons (1499) ; Rosson (1635) ; Ressons en Picardie (XVIIIe) ; Ressons sur le Matz (XIXe) ; Ressons-sur-Matz (1840).

Voir Ressons-l'Abbaye
Le déterminant locatif du village tire son origine du fait de sa situation sur le Matz rivière qui est un affluent de l'Oise.

## Histoire
Dans la Gaule du Nord (Belgae) le pays de Ressons est bellovaque, occupé par le peuple celte.
Des forêts, une rivière, le Matz, une terre fertile, un groupe humain s'installera sur le territoire actuel de Bayencourt protégé par la ligne des coteaux et sera à l'origine de Ressons.
Les Bellovaques résisteront longtemps mais ne pourront empêcher la conquête de la région par César. Ces habitants deviennent alors des Gallo-Romains, en se romanisant progressivement. Les terres fertiles de la région peuvent alors subvenir aux besoins d'une population croissante et les voies romaines sillonnent le pays. Dans ce (Pagus) Ressontensis s'installe une importante population rurale autour des villae, qui sont caractérisées dans la région par des enclos.
Dès 254-275, des incursions de peuples germaniques ravagent la région, puis certains s'installent peu à peu comme colons et comme lètes, fournissant des contingents germaniques à l'armée romaine. À la faveur de l'effondrement du pouvoir romain, les Francs prennent le contrôle de la région au Ve siècle. En 587, traité d'Andelot : le pays de Ressontense est réuni aux possessions du roi de Bourgogne.
Vers l'an 632, le pays de Ressons est évangélisé par saint Amand, évêque de Maestricht, l'église naissante s'organise sur le modèle de l'administration romaine, pour former les diocèses. Ressons se groupera autour d'une église primitive dédiée à saint Martin près d'une ferme médiévale : Bayencourt, accolée au cimetière dans laquelle ont été retrouvés des sarcophages mérovingiens.
À l'époque des croisades en 1096, le premier seigneur de Ressons, Hugues de Saint-Pol, partit à la suite de Godefroy de Bouillon.
En 1183, les seigneuries de Ressons et de Bayencourt sont cédées à Philippe Auguste, roi de France, qui ordonnera avant son départ pour la Troisième croisade la fortification de Ressons, la construction d'un château fort et d'une enceinte fortifiée munie de trois portes.
Dès le Xe siècle sont creusés des muches ou |souterrains refuges, existant encore sous la place, qui protégeront la population pendant les guerres et invasions du Moyen Âge.
Ressons devient un carrefour routier important entre Flandres et Bourgogne et au XIIe siècle est construite une nouvelle église (époque art roman) à l'intérieur du village fortifié dédiée à saint Nicolas.
Guerre de Cent Ans. Saccages et misère publique, Jeanne d'Arc traverse le Ressontois après sa capture à Compiègne.
Au XVIe siècle, la Renaissance, pendant la Réforme protestante et les querelles religieuses, Jean Calvin (né à Noyon) devient le chef de l'église réformée de France. Antoine de Mouchy, né à Ressons deviendra inquisiteur et fut un de ceux qui condamnèrent Ann du Bourg à être brûlée comme hérétique en place de Noyon. Des gens du peuple se réunissent dans les petits villages aux alentours de Ressons pour lire la bible réformée apportée par des colporteurs. Il s'ensuivra une guerre fratricide et entachée d'exactions.
Henri IV qui rendit la paix au royaume aurait passé une nuit à Ressons dans la plus belle maison de la place à blé (face à l'église).
En 1554, l'église en ruine est reconstruite à partir du chœur, intact. Telle elle est encore aujourd'hui, style roman et nef du XVIe siècle de style gothique.
En 1556, deux foires marchandes sont instituées à Ressons qui subsisteront jusqu'à la Seconde Guerre mondiale. Bayencourt est un village de vignerons, le vin est médiocre mais son commerce est chargé de droits.
En 1636 débute la guerre de Trente Ans contre les troupes espagnoles venant des Pays-Bas. Construction de la première chapelle Notre-Dame-de-l'Épine, vœu d'un chevalier sauvé. La campagne est dévastée, la misère est si grande que saint Vincent de Paul viendra réconforter la population.
Aux XVIIe et XVIIIe siècles, le pays ne souffre plus d'invasion mais la situation des paysans demeura précaire, les intempéries furent nombreuses, accentuant la misère. En 1770, la pomme de terre est introduite, mais sa culture n'interviendra que 20 ans plus tard.
En 1789 débute la période révolutionnaire avec la vente des biens d'église, les curés constitutionnels et les excès révolutionnaires. 1799, fin de la Révolution, le premier consul Bonaparte entre dans l'histoire.
En 1814, à la fin de l'épopée napoléonienne, les armées alliées séjournent près de la ferme de Bayencourt, réquisition des fournitures.
En 1849, une épidémie de choléra décime 1/16e de la population.
En 1852, construction et inauguration d'une école existant toujours.
Lors de la guerre franco-allemande de 1870, occupation prussienne, incendie de la mairie, Léon Gambetta qui s'enfuit de Paris en ballon viendra près de Ressons à Tricot.
En 1881 est mise en service la gare sur la ligne de Compiègne à Roye-Faubourg-Saint-Gilles, qui reste utilisée par le trafic voyageurs jusu'en 1939.

La gare avant la Première Guerre mondiale
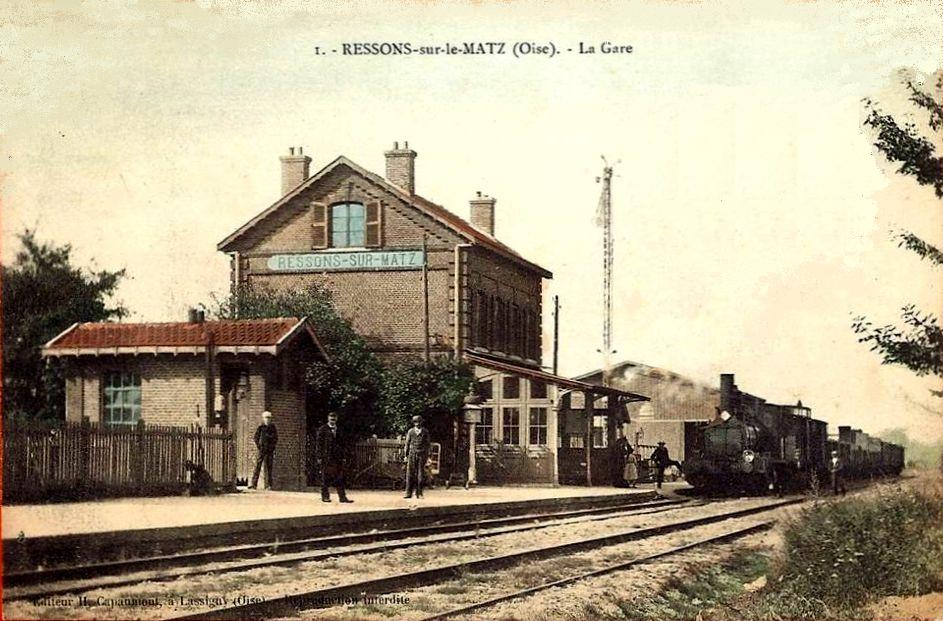
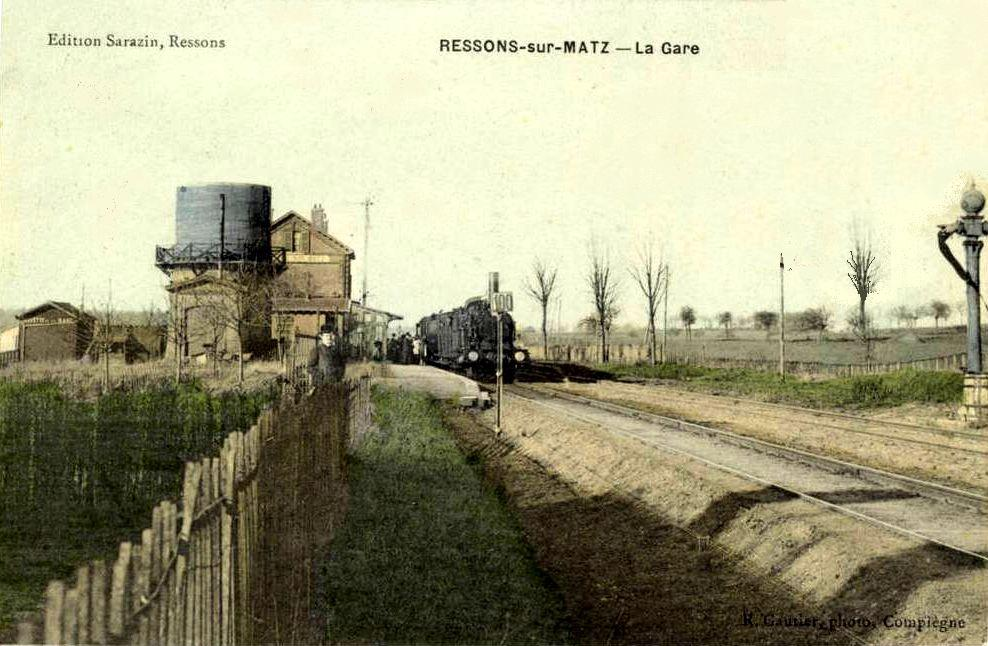
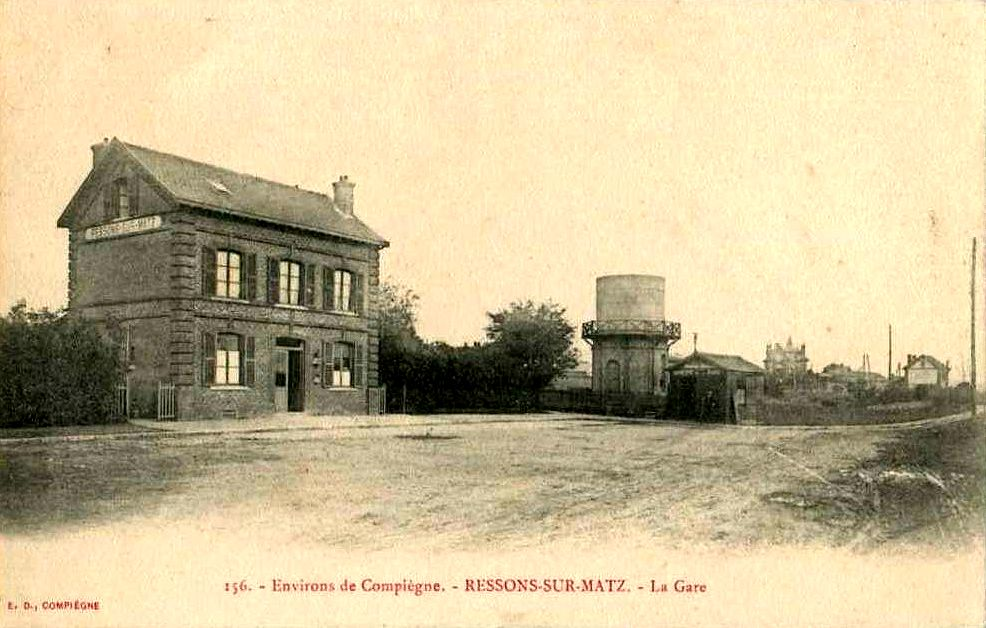

L'usine Yoplait est installée en 1909 sur le site d'un ancien moulin à farine qui existait en 1830, et sur une emprise qui a atteint 9 ha. L'usine produisait au sommet de son activité 80 000 yaourts par an et a fermé en 2006,.
Première Guerre mondiale
En 1914, les Allemands envahissent le canton, le front se fixera à Lassigny, Ressons devient un important centre de ravitaillement et de soins.
En 1918, se déroule l'offensive du Printemps, la dernière bataille des offensives de Ludendorff du printemps 1918 en Picardie. Bataille du Matz décisive en juin. Le 9 juin, durant la seconde bataille de la Marne, de lourds combats se déroulent dans la commune ; à 8 h, les Allemands reprennent le village, contre les 58e et 125e divisions d'infanterie françaises qui subissent d'importantes pertes.
Les forces allemandes seront alors stoppées sur le Matz. La guerre s'achève le 11 novembre.
Le village a subi d'importantes destructions pendant la guerre et a  été décoré de la Croix de guerre 1914-1918, le 21 février 1921.
L'entre-deux-guerres
Durant l'entre-deux-guerres, de 1920 à 1939, Ressons se modernise et se reconstruit. Ressons a encore deux fermes importantes, six petites fermes, une gare, dix cafés et de nombreux petits commerces et artisans.
« En 1920 naît sur ce site la coopérative de laiterie beurrerie et fromagerie de la vallée du Matz, une société civile à personnel et capital variables, conformément à la loi du 5 août 1920, destinée à écouler la production de lait qui n'était plus absorbée par la fabrication du fromage de Rollot, fabriqué principalement à la limite de la Somme et de l'Oise ».
« Vers 1930, la coopérative en plein essor, étend sa zone de ramassage de lait sur le département de la Somme pour atteindre 30 000 litres de lait par jour. Ce développement contraint l'entreprise à construire de nouveaux bâtiments industriels en 1938 et après 1945 »
Seconde Guerre mondiale
En 1939 et 1940, pendant la Seconde Guerre mondiale, stationnent des troupes françaises de la 1re division d'infanterie laissant la frontière belge sans protection, la ligne Maginot ne put jouer le rôle escompté lors de l'attaque allemande du 10 mai 1940. Exode des réfugiés de Belgique et du Nord, qui traversent le pays en juin 1940, évacuation de la population de Ressons, l'exode les conduira dans diverses régions de la France. L'armistice est signée à Rethondes (en forêt de Compiègne) le 22 juin 1940. La région est en zone occupée, réquisitions et fournitures pour l'armée allemande. La vie reprend, la vie compose. La région fut survolée chaque jour, chaque nuit par des bombardiers. Ressons aura ses résistants : Georges Latapie, André Léger.
Au début du XXe siècle, Ressons fut le pays des artisans et des « gagne-petit », il fut un bourg commercial pour l'attrait de ses boutiques.

## Politique et administration

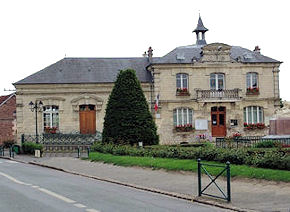
Mairie de Ressons-sur-Matz.

### Rattachements administratifs et électoraux
La commune se trouve dans l'arrondissement de Compiègne du département de l'Oise. Pour l'élection des députés, elle fait partie depuis 1988 de la sixième circonscription de l'Oise.
Elle était depuis 1793 le chef-lieu du canton de Ressons-sur-Matz. Dans le cadre du redécoupage cantonal de 2014 en France, la commune est désormais intégrée au canton d'Estrées-Saint-Denis.

### Intercommunalité
Ressons-sur-Matz est depuis 2019 le siège de la communauté de communes du Pays des Sources, créée en 1997.

### Tendances politiques et résultats
Lors des municipales de 2014, la liste menée par Alain de Paermentier (LR) a obtenu 67,25 % des suffrages exprilés et celle d'Yves Gengel (SE), 32,74 %.

### Liste des maires
| Période                                  | Période                   | Identité               | Étiquette  | Qualité |
| ---------------------------------------- | ------------------------- | ---------------------- | ---------- | --- |
| Les données manquantes sont à compléter. |                           |                        |            | |
| 13 frimaire an IV                        | 2 floréal an VII          | François Ponchole      |            | |
| 2 floréal an IV                          | 1er vendémiaire an IX     | M. Debourge            |            | |
| 1er vendémiaire an IX                    | 8 août 1814               | François Ponchole      |            | |
| 8 août 1814                              | 22 novembre 1815          | M. Fercot              |            | |
| 22 novembre 1815                         | 30 juillet 1817           | Jules Antoine-Bornet   |            | |
| en 1817                                  | en 1820                   | M. Warnier (père)      |            | |
| en 1820                                  | 1 juin 1847               | M. Warnier (fils)      |            | |
| 1er juin 1847                            | 24 juin 1847              | Jean Baptiste Gignard  |            | |
| 24 juin 1847                             | après 1851                | Charles Antoine Crépin |            | |
| avant 1851                               | 10 mars 1852              | M. Fontaine            |            | intérim |
| 10 mars 1852                             | 29 juin 1855              | Louis Antoine Boucher  |            | |
| 2 juillet 1855                           | 13 avril 1857             | Désiré Charles Legrand |            | |
| 13 avril 1857                            | septembre 1871            | Gervais Marie Bouveron |            | |
| septembre 1871                           | 2 novembre 1877           | M. Prévost             |            | |
| 2 novembre 1877                          | 18 mars 1881              | Victor Bellet          |            | |
| avant 1884                               | après 1887                | M. Prévost             |            | |
| Les données manquantes sont à compléter. |                           |                        |            | |
| en 1944                                  | 1945                      | Léon Orens             |            | |
| 1945                                     | 1965                      | Henri Senez            |            | |
| mars 1965                                | mars 1989                 | Roger Lahure           | SE         | |
| mars 1989                                | 2008                      | Bernard Groseil        | SE         | |
| mars 2008                                | En cours (au 24 mai 2020) | Alain de Paermentier   | SE puis LR | Gestionnaire de stock dans la logistique Vice-président de la CC du Pays des Sources (2014 → ) Réélu pour le mandat 2020-2026, |

## Population et société

### Démographie

#### Évolution démographique
L'évolution du nombre d'habitants est connue à travers les recensements de la population effectués dans la commune depuis 1793. Pour les communes de moins de 10 000 habitants, une enquête de recensement portant sur toute la population est réalisée tous les cinq ans, les populations de référence des années intermédiaires étant quant à elles estimées par interpolation ou extrapolation. Pour la commune, le premier recensement exhaustif entrant dans le cadre du nouveau dispositif a été réalisé en 2005.

En 2022, la commune comptait 1 742 habitants, en évolution de +2,05 % par rapport à 2016 (Oise : +0,87 %, France hors Mayotte : +2,11 %).
| 1793 | 1800 | 1806  | 1821 | 1831  | 1836  | 1841  | 1846 | 1851  |
| ---- | ---- | ----- | ---- | ----- | ----- | ----- | ---- | ----- |
| 934  | 901  | 1 005 | 946  | 1 049 | 1 008 | 1 014 | 995  | 1 001 |

| 1856 | 1861 | 1866 | 1872 | 1876 | 1881 | 1886 | 1891 | 1896 |
| ---- | ---- | ---- | ---- | ---- | ---- | ---- | ---- | ---- |
| 938  | 943  | 915  | 944  | 932  | 912  | 915  | 864  | 925  |

| 1901 | 1906 | 1911 | 1921 | 1926 | 1931 | 1936 | 1946 | 1954 |
| ---- | ---- | ---- | ---- | ---- | ---- | ---- | ---- | ---- |
| 941  | 901  | 910  | 928  | 923  | 870  | 889  | 924  | 891  |

| 1962  | 1968  | 1975  | 1982  | 1990  | 1999  | 2005  | 2006  | 2010  |
| ----- | ----- | ----- | ----- | ----- | ----- | ----- | ----- | ----- |
| 1 029 | 1 144 | 1 174 | 1 319 | 1 408 | 1 469 | 1 474 | 1 561 | 1 591 |

| 2015  | 2020  | 2022  | - | - | - | - | - | - |
| ----- | ----- | ----- | - | - | - | - | - | - |
| 1 704 | 1 707 | 1 742 | - | - | - | - | - | - |

#### Pyramide des âges
La population de la commune est relativement jeune.
En 2018, le taux de personnes d'un âge inférieur à 30 ans s'élève à 35,1 %, soit en dessous de la moyenne départementale (37,3 %). À l'inverse, le taux de personnes d'âge supérieur à 60 ans est de 27,0 % la même année, alors qu'il est de 22,8 % au niveau départemental.
En 2018, la commune comptait 825 hommes pour 867 femmes, soit un taux de 51,24 % de femmes, légèrement supérieur au taux départemental (51,11 %).
Les pyramides des âges de la commune et du département s'établissent comme suit.
| Hommes | Classe d’âge | Femmes |
| ------ | ------------ | ------ |
| 0,1    | 90 ou +      | 1,3    |
| 7,3    | 75-89 ans    | 8,9    |
| 17,7   | 60-74 ans    | 18,7   |
| 17,1   | 45-59 ans    | 18,1   |
| 19,4   | 30-44 ans    | 21,0   |
| 16,6   | 15-29 ans    | 13,4   |
| 21,9   | 0-14 ans     | 18,6   |

| Hommes | Classe d’âge | Femmes |
| ------ | ------------ | ------ |
| 0,5    | 90 ou +      | 1,4    |
| 5,5    | 75-89 ans    | 7,6    |
| 15,6   | 60-74 ans    | 16,3   |
| 20,8   | 45-59 ans    | 20     |
| 19,4   | 30-44 ans    | 19,4   |
| 17,6   | 15-29 ans    | 16,2   |
| 20,6   | 0-14 ans     | 19,1   |

### Vie pratique
- Le Centre social rural du canton de Ressons-sur-Matz propose des activités et services pour toute la famille : Associations, loisirs et animations, halte-garderie, centres de loisirs, clubs, soins et aide à domicile, emplois familiaux, aide ménagères, portage de repas, etc.[32].
- La création d'une résidence intergénérationnelle comportant 51 logements et une crèche de 20 lits est prévue fin 2020 sur l'ancienne friche Yoplait[33].

- la construction d'une résidence pour personnes âgées est également prévue sur l'ancienne station d'épuration de l'usine[33].

## Économie
En 2006, l'usine Yoplait et ses 350 emplois disparaissaient de Ressons-sur-Matz.
Favorisée par  l'excellente desserte autoroutière, l'entreprise FM Logistic a implanté en 2012 à Ressons  le troisième de ses sites du département. L'entreprise étand ses installations à Ressons en construisant en 2018 trois nouveaux bâtiments de 6 000 m2 chacun afin de conditionner et entreposer des « produits industriels et cosmétiques », ce qui se traduit par 40 embauches en CDI en 2017 et 50 en 2018.
Au début du XXIe siècle, Ressons conserve contre vents et marées sa vocation commerciale. Avec encore 29 façades de magasins, tous services, des artisans PMI et PME. Le 22 juin 2002 a eu lieu un événement d'importance pour la commune, l'inauguration de la nouvelle école primaire (qui ajoute 7 classes neuves au bâtiment de 1852 gardé intact et intégré au projet).

## Culture locale et patrimoine

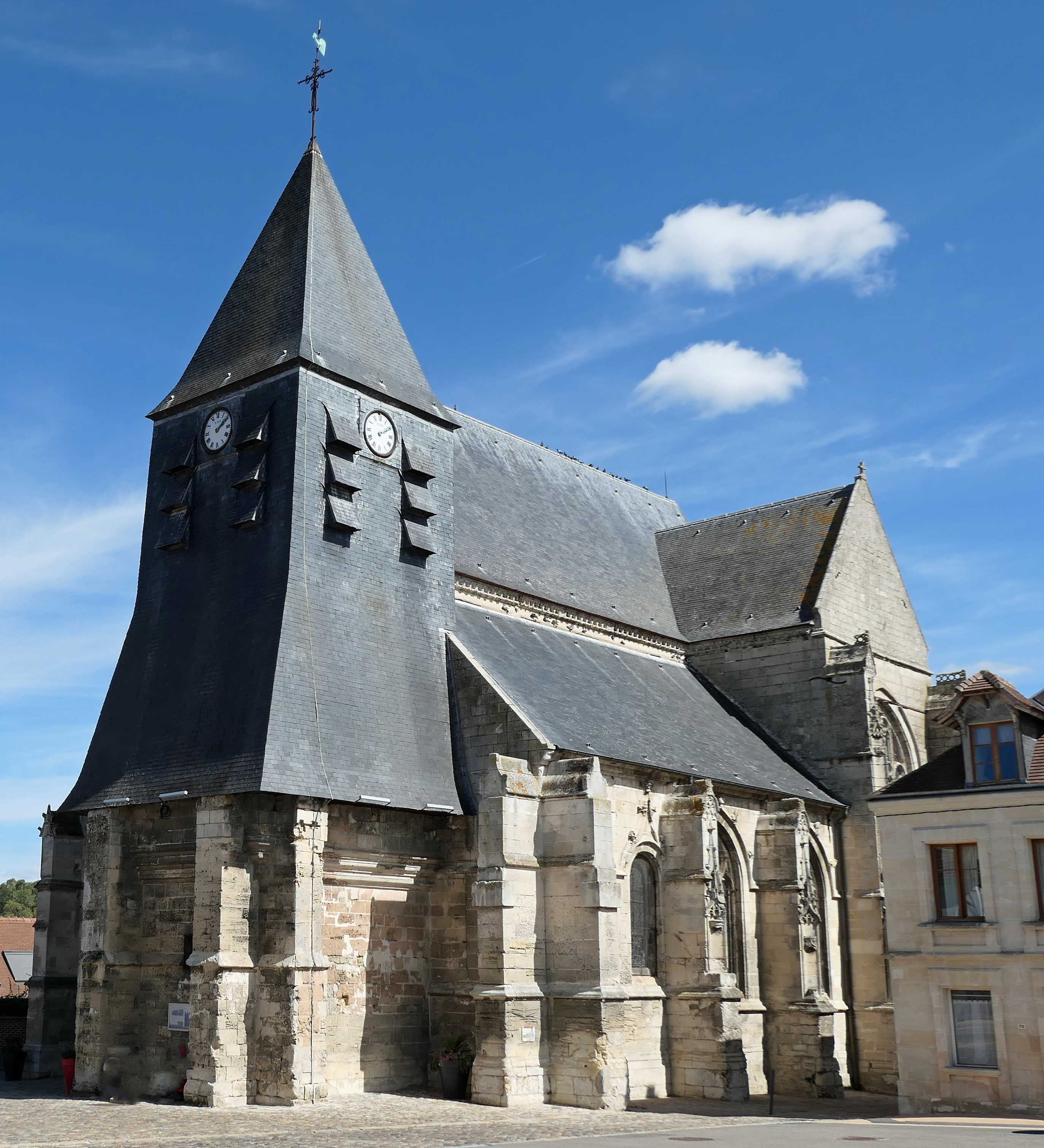
Église Saint-Louis

### Lieux et monuments
- Église Saint-Louis (paroisse Sainte-Julie-Billiart) : elle renferme des vitraux Art déco réalisés par Paul Louzier en 1924, représentant Jeanne d'Arc combattant auprès de poilus ; et sa chapelle l'Épine.

### Personnalités liées à la commune
- Jean le Fèvre de Ressons (vers 1320-après 1380). Poète, procureur au Parlement de Paris[37].

- Antoine de Mouchy (1494-1574). Docteur en Sorbonne, connu sous le nom de Démocharis, chanoine et pénitencier de l'église de Noyon, né à Ressons. Il fit partie de ceux qui luttèrent contre les réformés de Calvin. Grand inquisiteur de France, il traquait et sévissait les calvinistes sans pitié. Il figura parmi les commissaires chargés d'instruire le procès d'Anne du Bourg, brulé en 1559. Le cardinal de Lorraine l'emmena avec lui au concile de Trente en 1562. C'est de son nom qu'on appelle "Mouchards" les employés de la police. Il reste de lui, la harangue qu'il prononça au concile de Trente et un Traité du sacrifice de la messe.
- Thomas Rivié (1653-1732), maréchal-ferrant qui sauva le cheval de Louvois qui le prit à son service et l'enrichit en lui obtenant une fourniture de chevaux pour l'armée ; plus tard secrétaire du roi, administrateur de l'hospice général et capitaine major de l'artillerie de Versailles. Il acheta Ressons et toutes les terres qui constituaient la baronnie, réunissant en une seule main et pour la dernière fois, les terres du domaine de Ressons[réf. nécessaire].
- Louis de Gouy d'Arsy (1717-1790), filleul de Louis XV, maréchal des camps et armées du roi, lieutenant général du Vexin français, fut le dernier seigneur de Ressons.
- Le lieutenant Binet-Valmer[pourquoi ?], un lieutenant de la Première Guerre mondiale[réf. nécessaire]
- L'abbé Louis Coache (1920-1994) est né à Ressons.

### Héraldique
Ressons-sur-Matz, un village aux armes parlantes : une gerbe d'avoine d'or sur champ d'azur, armoiries de la famille Champ-d'Avène, premiers seigneurs de Ressons (XIe siècle) Hugues Ier, comte de Saint-Pol.